# Nigel Forbes (22e Lord Forbes)
Pour les articles homonymes, voir Forbes (homonymie).
Nigel Ivan Forbes, 22e Lord Forbes (19 février 1918 - 5 mars 2013), connu sous le nom de Maître de Forbes jusqu'en 1953, est un soldat écossais, homme d'affaires et homme politique conservateur.

## Biographie
Forbes est le fils unique d'Atholl Laurence Cunyngham Forbes, 21e Lord Forbes, et de sa femme Mabel, fille de Thomas Francis Anson, 3e comte de Lichfield, et fait ses études à Harrow et au Royal Military College, Sandhurst. Il sert pendant la Seconde Guerre mondiale en tant que major dans les Grenadier Guards et est blessé. Entre 1947 et 1948, il est assistant militaire du haut-commissaire pour la Palestine. Forbes succède à son père dans la seigneurie en 1953. En 1955, il est élu pair représentant écossais et siège sur les bancs conservateurs de la Chambre des lords. Il est la dernière personne survivante à avoir siégé en tant que pair représentant écossais.
Il sert sous Harold Macmillan comme ministre d'État pour l'Écosse de 1958 à 1959. Outre sa participation à la politique nationale, il est également membre du conseil de district d'Alford de 1955 à 1958 et président du conseil d'administration du district de River Don de 1962 à 1972. En 1955, il est juge de paix pour l'Aberdeenshire et en 1958 sous-lieutenant. Forbes est ensuite impliqué dans les affaires, notamment en tant que directeur de Grampian Television de 1960 à 1988, en tant que vice-président de Tennent Caledonian Breweries de 1964 à 1974 et en tant que président de Rolawn Ltd de 1975 à 1998. Il est nommé KBE en 1960.

## Vie privée
Lord Forbes épouse Rosemary Katharine, fille de Gustavus William Hamilton-Russell, 9e vicomte Boyne, en 1942. Ils ont deux fils et une fille : le fils aîné, Malcolm Nigel Forbes, 23e Lord Forbes, réside au château de Forbes. Lady Forbes est décédée en 2019 à l'âge de 98 ans.